# Аэропорт имени Уильяма П. Хобби

Аэропорт имени Уильяма П. Хобби (англ. William P. Hobby Airport), (ИАТА: HOU, ИКАО: KHOU, FAA LID: HOU) — гражданский аэропорт в Хьюстоне (Техас), расположенный в 11 км южнее даунтауна Хьюстона, недалеко от  межштатной автомагистрали I-45 (англ. Interstate 45), идущей на юг в направлении Галвестона.
Аэропорт Хобби, основанный в 1927 году, является старейшим пассажирским аэропортом Хьюстона. Он был главным аэропортом города до тех пор, пока в 1969 году не был открыт Аэропорт Хьюстон Интерконтинентал (ныне носящий имя Джорджа Г. У. Буша). С тех пор Аэропорт Хобби продолжает служить вторым аэропортом города, а также является региональным центром для корпоративной и частной авиации.

## Основные сведения и показатели
По площади аэропорт занимает 1304 акра (5,3 км²) и имеет четыре взлётно-посадочных полосы.
В 2010 году аэропорт обслужил более 9 миллионов пассажиров. Это — 41-й показатель среди аэропортов США. Из аэропорта есть беспосадочные полёты в 34 (или более) аэропорта США. Следующие авиакомпании осуществляют регулярные рейсы из Аэропорта Хобби:
- AirTran Airways
- American Airlines (American Eagle)
- Delta Air Lines (Delta Connection: Atlantic Southeast Airlines, Pinnacle Airlines и с 7 сентября Comair)
- Frontier Airlines[2] (включая Republic Airways)
- JetBlue Airways
- Southwest Airlines
- Vision Airlines[3]

Он служит одним из основных аэропортов (англ. focus city) для Southwest Airlines. На март 2011 года, из Аэропорта Хобби ежедневно было 135 вылетов самолётов Southwest Airlines (шестой показатель для этой авиакомпании), с беспосадочными перелётами в 33 аэропорта США.
В Аэропорту Хобби функционирует только один терминал — Центральный терминал с 26 посадочными выходами, 17 из которых используется авиакомпанией Southwest Airlines.
Старый терминал 1940 года в настоящее время используется как музей (англ. 1940 Air Terminal Museum).

## История
Аэропорт Хобби начал функционировать в 1927 году как частный аэродром на территории пастбища площадью 600 акров (2,4 км²), которое называлось полем У. Т. Картера (англ. W.T. Carter Field). Поначалу аэродром обслуживался самолётами авиакомпаний Braniff и Eastern Airlines. Затем он был приобретён городскими властями Хьюстона и c 1937 года стал называться Муниципальным аэропортом Хьюстона (англ. Houston Municipal Airport). В 1938 году он был переименован в Аэропорт имени Говарда Р. Хьюза (англ. Howard R. Hughes Airport). С именем Говарда Хьюза было связано расширение аэропорта, включая строительство (в 1938 году) его первой башни для контроля. Правда, вскоре пришлось переименовать аэропорт обратно в Муниципальный аэропорт Хьюстона, поскольку федеральные законы не позволяли использовать федеральные строительные фонды для аэропорта, названного в честь живущего человека.
В 1940 году городские власти Хьюстона открыли новый терминал и ангар для самолётов.
В 1950 году Pan American начала международные полёты между Хьюстоном и Мехико. В 1954 году было открыто здание нового терминала — чтобы справиться с 53 640 полётами и 910 047 пассажирами. В том же году аэропорт был переименован в Международный аэропорт Хьюстона (англ. Houston International Airport).
В апреле 1957 года официальное расписание по будним дням включало в себя 26 вылетов Eastern, 20 Braniff (плюс четыре полёта в неделю в Южную Америку), 9 Continental, 9 Delta, 9 Trans-Texas, 4 National, 2 Pan American и 1 American. Были беспосадочные полёты в Нью-Йорк и Вашингтон, но в то же время не было беспосадочных полётов в Чикаго, Денвер, а также в города западнее них. После этого, тоже в 1957 году KLM начала летать (самолётами DC-7C) в Амстердам через Монреаль. Позднее KLM переместилась в Аэропорт Хьюстон Интерконтинентал (ныне носящий имя Джорджа Г. У. Буша), где она и находится по сей день.
В 1967 году аэропорт был переименован в честь бывшего губернатора Техаса Уильяма П. Хобби. В 1969 году был построен Аэропорт Хьюстон Интерконтинентал, который позже (в 1997 году) получил имя 41-го Президента США Джорджа Г. У. Буша. Строительство этого нового аэропорта было необходимо в связи с ограниченными возможностями расширения Аэропорта Хобби, в соответствии с рекомендациями Управления гражданской авиации США (англ. Civil Aeronautics Administration).
Аэропорт Хобби был снова открыт для коммерческой авиации в 1971 году. В 2010 году аэропорт обслужил около 9 миллионов пассажиров — в основном, рейсы внутри США.
|  |  |  |

## Авиакатастрофы, связанные с аэропортом
- 29 сентября 1959 года рейс 542 авиакомпании Braniff International Airways потерпел крушение в районе Баффало (Техас) на пути из Хьюстона в Даллас. В результате этой аварии погибли все находившиеся на борту 29 пассажиров и 5 членов экипажа. На момент крушения самолёт Lockheed L-188 Electra (с регистрационным номером N9705C) был в эксплуатации всего 11 дней. По утверждению Совета по гражданской авиации возможной причиной крушения стало «структурное разрушение левого крыла в результате сил, порождённых нескомпенсированным вращением пропеллера»[8].

- 3 мая 1968 года рейс 352 авиакомпании Braniff International Airways на пути из Хьюстона в Даллас развалился на части в условиях сильной грозы. Это был самолёт Lockheed L-188A Electra (с регистрационным номером N9707C). В результате погибли все находившиеся на борту 80 пассажиров и 5 членов экипажа[9].